# Adama François Sene
Adama François Sene (Dakar, 30 novembre 1989) è un calciatore senegalese, difensore svincolato.

## Carriera
Ha giocato nella massima serie dei campionati portoghese, cinese e saudita.